# St Mary's (Isole Scilly)
St Mary's (in cornico: Ennor) è l'isola più estesa dell'arcipelago delle Isole Scilly, in Inghilterra. Il centro principale dell'isola è Hugh Town. L'isola ha una popolazione di circa 1 800 abitanti.